# Taavilansaaret
Taavilansaaret är en ö i Finland. Den ligger i sjön Villikkalanjärvi och i kommunen Orimattila i den ekonomiska regionen  Lahtis ekonomiska region  och landskapet Päijänne-Tavastland, i den södra delen av landet, 90 km nordost om huvudstaden Helsingfors. Öns area är 0,1 hektar och dess största längd är 70 meter i sydöst-nordvästlig riktning.  Notera att namnet antyder att det är fråga om flera öar.